# The Crimson Idol
| 전문가 평가                      | 전문가 평가 |
| 평가 점수                        | 평가 점수   |
| 출처                             | 점수        |
| -------------------------------- | ----------- |
| Collector's Guide to Heavy Metal | 6/10        |
| Rock Hard                        | 9.5/10      |

《The Crimson Idol》은 미국의 헤비 메탈 밴드 W.A.S.P.의 다섯 번째 스튜디오 음반으로, 1992년 6월, 캐피틀 레코드를 통해 발매되었으며, 이들은 이 음반을 마지막으로 해당 음반사에서 떠났다.  이 음반은 밴드가 1990년에 일시적으로 해체한 이후 처음으로 발표한 W.A.S.P. 음반이었다. 이는 보컬리스트이자 리듬 기타리스트인 블래키 롤리스가 《The Crimson Idol》을 원래 솔로 음반으로 발표하려 했으나, 나중에 W.A.S.P.의 음반으로 내기로 결정했기 때문이었다. 이 음반은 다섯 개 국가에서 차트 40위권 안에 진입했다. 《The Crimson Idol》은 한 명의 가상의 록스타 조너선 스틸의 성공과 몰락을 그리는 록 오페라이다.
1998년에는 리마스터된 판이 재발매되었고, 1992년의 B-사이드 곡들과 라이브 자료가 담긴 보너스 디스크가 포함되었다. 2018년에는 네이팜 레코드를 통해 이 음반의 재녹음 버전과, 원래 이 음반과 함께 공개될 예정이었던 영화를 담은 DVD가 《ReIdolized (The Soundtrack to The Crimson Idol)》이라는 제목으로 발매되었다.

## 배경
《The Crimson Idol》은 완성까지 거의 3년이 걸렸으며, 원래는 블래키 롤리스의 솔로 음반으로 녹음되었다. 그러나 밴드 리더 롤리스는 팬들의 요구에 따라 이 음반을 W.A.S.P.의 이름으로 발표했다.
특이하게도, 이 음반의 투어인 The Crimson Idol Tour는 발매 15주년을 기념하여 음반이 나온 지 15년 뒤에 진행되었으며, 2007년 10월 26일, 그리스 테살로니키의 프린시펄 클럽 시어터에서 시작되었다. 이 음반을 위해 촬영된 영화 또한 처음으로 일반 대중에게 공개되었고, 밴드는 이 영상을 상영하면서 해당 장면과 동기화된 연주를 실시간으로 함께 선보였다. 이 공연들은 밴드가 《The Crimson Idol》을 처음부터 끝까지 전곡 순서대로 연주한 첫 사례였다. 공연의 오프닝은 1989년 음반 《The Headless Children》의 일곱 번째 트랙 〈Mephisto Waltz〉였으며, 이어서 《The Crimson Idol》의 첫 곡인 〈The Titanic Overture〉가 연주되었다. 모든 공연에서는 2곡에서 6곡 사이의 길고 다양한 앙코르가 있었으며, W.A.S.P.의 대표곡들과 함께 2007년 음반 《Dominator》에 수록된 〈Take Me Up〉도 포함되었다.
《The Crimson Idol》 전체를 재녹음한 음반은 2017년 1월 23일에 공식 발표되었으며, 《ReIdolized: The Soundtrack to the Crimson Idol》이라는 제목의 이 재녹음 음반의 상세 내용과 커버 아트는 같은 해 11월 17일에 공개되었다. 2장의 CD로 구성된 이 음반은 2018년 2월 2일에 정식 발매되었다.
2017년, W.A.S.P.는 《The Crimson Idol》 발매 25주년을 기념하여 다시 한 번 음반 전체를 연주하는 투어를 진행했다. 《Re-Idolized: The 25th Anniversary of the Crimson Idol》이라는 이름이 붙은 이번 투어는 2017년 9월부터 11월까지 유럽에서 열렸다. 모든 공연에는 짧은 앙코르 세트가 있었으며, 보통 네 곡에서 다섯 곡 정도로 구성되었고, 이들은 W.A.S.P.의 대표곡 몇 곡과 2015년 음반 《Golgotha》의 타이틀곡도 함께 연주했다.

## 곡 목록
모든 곡들은 블래키 롤리스에 의해 작사/작곡하였다.
| #   | 제목                                             | 재생 시간 |
| --- | ------------------------------------------------ | --------- |
| 1.  | 〈The Titanic Overture〉                         | 3:31      |
| 2.  | 〈The Invisible Boy〉                            | 5:12      |
| 3.  | 〈Arena of Pleasure〉                            | 4:59      |
| 4.  | 〈Chainsaw Charlie (Murders in the New Morgue)〉 | 7:48      |
| 5.  | 〈The Gypsy Meets the Boy〉                      | 4:15      |
| 6.  | 〈Doctor Rockter〉                               | 3:51      |
| 7.  | 〈I Am One〉                                     | 5:25      |
| 8.  | 〈The Idol〉                                     | 8:40      |
| 9.  | 〈Hold On to My Heart〉                          | 4:22      |
| 10. | 〈The Great Misconceptions of Me〉               | 9:44      |